# メデューサ (トラピーズのアルバム)
『メデューサ』（Medusa）は、イングランドのロック・バンド、トラピーズが1970年11月に発表した2作目のスタジオ・アルバム。

## 解説
オリジナル・メンバーのうちジョン・ジョーンズとテリー・ローリーは、前作『トラピーズ』（1970年）のリリースから間もなく古巣のモンタナズに復帰し、バンドは新メンバーを加えずにトリオ編成となった。グレン・ヒューズは、後年のインタビューにおいて本作の音楽性を「ホワイト・ファンク・ロックみたいなものをやろうとした」と説明し、本作が自分の音楽の原点であるとコメントしている。なお、ヒューズは2010年にリリースされたブラック・カントリー・コミュニオンのデビュー・アルバムにおいて、本作のタイトル曲を再録音した。
本作リリース後の1970年12月、バンドはムーディー・ブルースのオープニングアクトとして、初のアメリカ・ツアーを行った。そして、1971年の3月から5月にかけても、大規模なアメリカ・ツアーを実施している。
ジェイソン・アンダーソンはオールミュージックにおいて5点満点中4.5点を付け「1970年代のバンド、トラピーズの最高傑作というだけでなく、この年代において特に不当評価されたハードロック作品の一つである」「グレン・ヒューズは、特に"Black Cloud"や"Your Love Is Alright"といったミッド・テンポのブルースロックの楽曲においてソウルフルなボーカルを提供しており、彼が後年に発表した作品のファンは驚くかもしれない」と評している。

## 収録曲
特記なき楽曲はメル・ギャレーとトム・ギャレーの共作。
1. 黒い雲 "Black Cloud" – 6:13
2. 陪審 "Jury" – 8:13
3. ユア・ラヴ・イズ・オールライト "Your Love Is Alright" (Mel Galley, Glenn Hughes, Dave Holland) – 4:56
4. タッチ・マイ・ライフ "Touch My Life" – 4:08
5. シーフル "Seafull" (G. Hughes) – 6:35
6. 君を泣かせて "Makes You Wanna Cry" – 4:45
7. メデューサ "Medusa" (G. Hughes) – 5:42

## 参加ミュージシャン
- グレン・ヒューズ - リード・ボーカル、ベース、ピアノ
- メル・ギャレー - ギター、ボーカル
- デイヴ・ホランド - ドラムス